# Espalacins
Els espalacins (Spalacinae) són una subfamília de muroïdeus. Es tracta de rosegadors de vida subterrània molt ben adaptats a la vida sota terra. Tenen una capa de pell a sobre dels ulls que els deixa sense funcionalitat. Els espalacins manquen de cua i d'orelles externes. Tenen el cos en forma de cilindre. Gairebé no hi ha transició entre el cap i el cos. Tenen els peus petits. Els únics espalacins vivents avui en dia són els del gènere Spalax, tot i que el grup també inclou el gènere extint Pliospalax, que visqué a la zona dels Balcans i Anatòlia entre el Miocè i el Plistocè.